# Psychopop
Psychopop – czwarty album zespołu Püdelsi wydany przez S.P. Records w 1999 roku.
Jest to pierwszy album Püdelsów, na którym nie ma tekstów Piotra Marka. Kompozycje i teksty są autorstwa wszystkich członków zespołu w składzie: Andrzej Bieniasz, Olaf Deriglasoff, Artur Hajdasz oraz Maciej Maleńczuk.

## Lista utworów
Źródło.
1. „Emeryten Party” – 3:03
2. „Psychopop” – 3:16
3. „Samba-Mamba” – 3:01
4. „Szpaner” – 2:48
5. „Noś dobre ciuchy” – 3:45
6. „Szuwary” – 2:50
7. „Kolacyja” – 4:48
8. „Boski ogród” – 4:22
9. „Lucyfugus” – 3:50
10. „Jestem sam” – 5:23
11. „Biada-Dada” – 4:09
12. „Wampir” – 10:10

## Muzycy
- Andrzej Bieniasz – gitara, harmonijka ustna
- Olaf Deriglasoff – gitara basowa, gitara
- Maciej Maleńczuk – śpiew, gitara akustyczna
- Małgorzata Tekiel – gitara basowa
- Artur Hajdasz – perkusja

gościnnie
- Sławomir Janowski – organy